# Eva Twardokens
Eva M. Twardokens, ameriška alpska smučarka, * 28. april 1965, Reno, Nevada, ZDA.
V dveh nastopih na olimpijskih igrah v letih 1992 in 1994 je dosegla šesto in sedmo mesto v veleslalomu ter osmo v superveleslalomu. Na svetovnih prvenstvih je nastopila štirikrat in leta 1985 osvojila bronasto medaljo v veleslalomu. V svetovnem pokalu je tekmovala trinajst sezon med letoma 1982 in 1995. Trikrat se je uvrstila na stopničke, dvakrat v veleslalomu in enkrat v superveleslalomu. V skupnem seštevku svetovnega pokala je bila najvišje na štirinajstem mestu leta 1991, ko je bila tudi četrta v veleslalomskem seštevku.
Njen oče je poljski sabljač Jerzy Twardokens, ki je leta 1958 prebegnil v ZDA.